# Юнус, Гаюр Габиль оглы
Гаюр Юнус Габиль оглы (азерб. Qəyyur Habil oğlu Yunusov; род. 26 марта 1948, Амирджаны, Баку, СССР) — азербайджанский художник, член Союза Художников Азербайджана, Народный художник Азербайджана (2015).

## Биография
Гаюр Юнус родился 26 марта 1948 года в селе Амирджаны. После окончания средней школы. В 1971 окончил Художественное училище им. А. Азимзаде. В 1977 году окончил Тбилисскую художественную академию.
В 1980 году принят в Союз художников Азербайджана и Союз художников СССР.
Ещё в детстве Гаюр Юнусов бывал в мастерской художника Саттара Бахлулзаде и наблюдал за процессом работы. Таким образом он стал учеником Саттара Бахлулзаде и перенял различные стили искусства.
Юнус так рассказывал о селе Амирджан в котором родился и вырос:

Я родился в этом селе, получил здесь первое образование, и впоследствии на всю был привязан к этому селу. Куда бы я не шел, я опять возвращался в Амираджаны. Амирджан — самое родное и дорогое место для меня. Всё это нашло отображение в моём творчестве.— Ziyadxan Əliyev: "Onun əsərlərində milli kolorit güclüdür" Xalq cəbhəsi.- 2011.- 12 avqust.- S. 15.

## Творчество
В работах Юнуса отражены религиозно-философские взгляды, а также любовь к красоте. Несмотря на то, что в его творчестве большое место занимают пейзажи, известность художнику принесли именно портреты женщин. Первичной кульминацией в творчестве Юнуса считаются изображения женщин. Одна из главных причин, по которой образ азербайджанской женщины иллюстрировался художником изяществом и благородством, по мнению художника описывается принципом «Бог прекрасен и любит красоту».
На созданных картинах женщины изображены в простых национальных костюмах. Художник акцентирует внимание на том, что на картинах изображены азербайджанки и мусульманки.

## Выставки
С 1972 года в Азербайджане и различных зарубежных странах проведено 11 персональных выставок Юнуса. Его работы хранятся в государственных и частных коллекциях в таких странах, как Германия, Турция, США, Франция, Норвегия, Финляндия, Дания, Голландия, Англия, Польша, Алжир, Иран, Россия.
С 1988 года персональные выставки были проведены в Баку, Лондоне, Алма-Ате.
Картины Гаюра Юнуса хранятся в Государственном художественном музее Азербайджана, Тбилисском музее дружбы народов, Павлодарском областном художественном музее, Московской государственной Третьяковской галерее, Московском музее восточного искусства, Французской галерее Лоранджери, личной коллекции Д. Рокфеллера в Нью-Йорке.
Персональная выставка художника прошла в Музее восточного искусства в Москве.
С 13 по 30 апреля 2024 года в Музее современного искусства в Баку проведена юбилейная выставка Богатство правой руки». На выставке представлены 72 живописные и графические работы за последние 5 лет творчества.

## Награды
- Премия Хумай (1995)
- Звание «Заслуженный художник Азербайджанской Республики» (30 мая 2002)[7]
- Медаль «Прогресс» (18 октября 2011)[8]
- Звание «Народный художник Азербайджанской Республики» (30 декабря 2015)[9]